# Culicoides hengduanshanensis
Culicoides hengduanshanensis är en tvåvingeart som beskrevs av Lee 1984. Culicoides hengduanshanensis ingår i släktet Culicoides och familjen svidknott. Inga underarter finns listade i Catalogue of Life.